# Урочище Довгий потік
До́вгий Поті́к (Уро́чище До́вгий Поті́к) — ботанічна пам'ятка природи загальнодержавного значення в Україні. Лежить у межах Рахівського району Закарпатської області, на захід від села Ділове, Кузій-Свидовецьке л-во КБЗ, урочище Соколово, квартал 17, виділ 13, Трибушанське л-во КБЗ, квартал 17, 19 ― вилучена з користування лісгоспу ділянка площею 54 га. 
Не вилучена ділянка площею 21 га, що розташована в Діловецькому лісництві Великобичківського ЛМГ в кв. 28, вид. 31 (згідно з матеріалами лісовпорядкування 2010 р. виділи відповідають сучасним 43, 44, 45), розташована в межах раніше створениої ботанічної пам'ятки природи «Тис ягідний». 
Площа на момент створення ― 75 га. Створена у 1975 році. Підпорядкована ДП «Великобичківське ЛМГ». Згідно з рішенням ОВК від 23.10.1984 року № 253 ділянка площею 54 га увійшла до складу КБЗ з вилученням, ділянка 21 га залишена без вилучення у віданні лісгоспу. 
Охороняється лісовий масив, де зростає реліктовий вид — тис ягідний, занесений до Червоної книги України. Основна лісова порода: бук лісовий, у домішку: явір, ясен, ялина європейська. Тут також зростають рідкісні трав'яні рослини: аспленій зелений, левкорхіс білуватий, листовик сколопендровий, а також лілія лісова і булатка великоквіткова, занесені до Червоної книги України.